# Escourbiac
 (octobre 2022).
 (octobre 2022).
La mise en forme du texte ne suit pas les recommandations de Wikipédia : il faut le « wikifier ».
Les points d'amélioration suivants sont les cas les plus fréquents :
- Les titres sont pré-formatés par le logiciel. Ils ne sont ni en capitales, ni en gras.
- Le texte ne doit pas être écrit en capitales (les noms de famille non plus), ni en gras, ni en italique, ni en « petit »…
- Le gras n'est utilisé que pour surligner le titre de l'article dans l'introduction, une seule fois.
- L'italique est rarement utilisé : mots en langue étrangère, titres d'œuvres, noms de bateaux, etc.
- Les citations ne sont pas en italique mais en corps de texte normal. Elles sont entourées par des guillemets français : « et ».
- Les listes à puces sont à éviter, des paragraphes rédigés étant largement préférés. Les tableaux sont à réserver à la présentation de données structurées (résultats, etc.).
- Les appels de note de bas de page (petits chiffres en exposant, introduits par l'outil «  Source ») sont à placer entre la fin de phrase et le point final[comme ça].
- Les liens internes (vers d'autres articles de Wikipédia) sont à choisir avec parcimonie. Créez des liens vers des articles approfondissant le sujet. Les termes génériques sans rapport avec le sujet sont à éviter, ainsi que les répétitions de liens vers un même terme.
- Les liens externes sont à placer uniquement dans une section « Liens externes », à la fin de l'article. Ces liens sont à choisir avec parcimonie suivant les règles définies. Si un lien sert de source à l'article, son insertion dans le texte est à faire par les notes de bas de page.
- La présentation des références doit suivre les conventions bibliographiques. Il est recommandé d'utiliser les modèles {{Ouvrage}}, {{Chapitre}}, {{Article}}, {{Lien web}} et/ou {{Bibliographie}}. Le mode d'édition visuel peut mettre en forme automatiquement les références.
- Insérer une infobox (cadre d'informations à droite) n'est pas obligatoire pour parachever la mise en page.

Pour une aide détaillée, merci de consulter Aide:Wikification.
Si vous pensez que ces points ont été résolus, vous pouvez retirer ce bandeau et améliorer la mise en forme d'un autre article.
Escourbiac, l'imprimeur, est une entreprise du patrimoine vivant crée en 1963, par Michel Escourbiac à Graulhet dans le Tarn. Distinguée trois fois "Meilleur imprimeur de France" aux Cadrats d'or,,, l'imprimerie s'est développée dans la fabrication de livres auto-éditées ou pour des éditeurs.

## Origines
L’imprimerie Escourbiac a été créée en 1963 à Graulhet par Michel Escourbiac, alors musicien d’orchestre, passionné de photographie, elle a su devenir très vite le spécialiste du livre photo.
En 1992, l'imprimerie se diversifie et développe une maison d'édition, Odyssée.
En 1997, l’imprimerie est reprise par ses fils Philippe et Alain et devient membre du Club des Partenaires du musée Toulouse-Lautrec.
En 2001, à l'occasion du centenaire de la mort de Toulouse Lautrec, le Nouveau Salon des Cent est créé,,. Cent graphistes internationaux ont réalisé une affiche en hommage à Toulouse Lautrec qui ont été exposées au Centre Pompidou et au Musée des Arts Décoratifs à Paris et dans plus de 24 pays : Japon, Inde, Mexique, Pays-Bas, USA…
En 2003, l'imprimerie remporte son premier Cadrat d'or,suivront 2009 et 2014. Seules deux imprimeries en France ont remporté ce prix à 3 reprises. Escourbiac l’imprimeur est la première imprimerie à l’obtenir 3 fois de façon consécutive. Le règlement ne permettant pas de se représenter pendant 5 ans une fois la récompense obtenue, elle est désormais Hors Concours.
En 2019, l'imprimerie double la surface de ses ateliers, et regroupe sur un même site un atelier de façonnage d'exception et certains stocks papiers et produits finis.
En 2021, le livre de Bruno Bayol, auteur, et Lionel Lucas, éditeur (Red Runner) a reçu le Grand Prix du plus beau livre automobile #FAI2021 pour Formula Helmet, la légende des casques de F1 (1969-1999).
En partenariat avec la plateforme Wipplay, le prix "Editer son regard" est créé, il permet un accompagnement du lauréat dans l'édition de son livre, le premier projet gagnant est celui de Cédric Roux sur la ville de New York
En 2022, Alain et Philippe Escourbiac décident de relancer la maison d'édition crée par leur père en 1992, Odysée, afin d'accompagner des auteurs en éditant leurs livres.
La même année trois livres sont édités, Requiem pour un piano de Romain Thiery, Carènes Acte II de Ewan Lebourdais et My Wonderland de Cédric Roux
En 2023, une nouvelle extension de 1000 m² permet d'accueillir de nouveaux investissements en façonnage.

## Récompenses
2021 - Formula Helmet, la légende des casques de F1 (1969-1999), de Bruno Bayol, auteur, et Lionel Lucas, éditeur (Red Runner). Grand Prix du plus beau livre automobile #FAI2021
2020 - Silver Series d’Ewan Lebourdais, Éditions Des Images à l’West, prix du beau livre maritime ville de Concarneau 2020.
2016 -  Les demeures invisibles de Sylvain Héraud, Grand Prix IPA (International Photo Award) 2016 dans la catégorie Livre auto-édité pour les photographes non professionnels.